# Klingfurth
Klingfurth ist ein Dorf in der Buckligen Welt, am Fuß des Rosaliengebirges im Industrieviertel Niederösterreichs, und ist Katastralgemeinde und Ortschaft der Gemeinde Walpersbach, Ortsteile liegen in der Ortschaft Schlatten (Gemeinde Bromberg), im Bezirk Wiener Neustadt-Land.

## Geographie
Klingfurt liegt etwa 15 km südlich von Wiener Neustadt und 7 km südlich von Lanzenkirchen. Der Ort liegt am Klingfurther Bach, einem rechten Nebengewässer der Leitha. Der Nord-Süd-streichende Talzug liegt am Nordostende der Buckligen Welt, gegen die Rosalia im Osten.
Der Ort hat um die 100 Gebäude und etwa 250 Einwohner. Das Katastralgemeindegebiet der Gemeinde Walpersbach umfasst 442,57 Hektar.
Zu Katastralgemeinde und Ortschaft gehört auch die Rotte Grubenhäuser ⊙ östlich des Dorfs. Zum Adressgebiet in Bromberg, das südlich des Dorfs liegt, gehört auch die Einzellage Almbauer ⊙ an der Gemeindegrenze zu Hochwolkersdorf.
Nachbarortschaften:
|                             | Walpersbach Schleinz                        |                                              |
| Breitenbuch (Gem. Bromberg) | Kompassrose, die auf Nachbargemeinden zeigt | Forchtenstein (Bez. Mattersburg, Burgenland) |
| Bromberg                    |                                             | Hochwolkersdorf (Gem.)                       |

## Geschichte
In Klingfurth lebten die Herren von Klingfurth, die sich nach ihrem Stammsitz nannten. Laut Adressbuch von Österreich waren im Jahr 1938 in Klingfurth zwei Gastwirte, ein Holzhändler, ein Schmied und einige Landwirte ansässig.

## Sehenswürdigkeiten
- Kirche zum Hl. Kreuz (erb. 1986/87)[2]